# Arthit Kamlang-ek
Arthit Kamlang-ek (31 de agosto de 1925 - 19 de janeiro de 2015; em tailandês:  อาทิตย์ กำลังเอก) foi um general tailandês, sendo Comandante-em-Chefe do Exército Real Tailandês de 1982 a 1986 e, paralelamente, o Comandante Supremo das Forças Armadas Reais Tailandesas de 1983 a 1986. Ele foi particularmente influente durante a década de 1980 durante o governo de Prem Tinsulanonda.

## Carreira

### Intentona golpista de 1981
O General Arthit foi o líder da supressão contra a intentona golpista da facção militar "Jovens Turcos" em 1981. Posteriormente, foi promovido a Comandante da Primeira Região do Exército, tradicionalmente considerado o posto mais estratégico para golpes e contra-golpes.

### Confronto com Prem Tinsulanonda
A subsequente rápida ascensão do General Arthit ao posto de Comandante-em-Chefe do Exército Real Tailandês em outubro de 1982 foi sem precedentes. Servindo também como Comandante Supremo a partir de Setembro de 1983, o General Arthit por vezes desafiou a propriedade das principais políticas governamentais. Em Novembro de 1984, por exemplo, fez uma condenação televisiva da política de desvalorização monetária do governo. Também em 1984, aparentemente com a bênção do General Arthit, alguns oficiais do exército em serviço ativo e reformados pressionaram por alterações constitucionais destinadas a aumentar a sua influência política. Um confronto entre o campo de Arthit e a coalizão governante de Prem foi evitado por pouco quando o General Arthit instou os oficiais a abandonarem as emendas.
O General Arthit também desempenhou um papel nas eleições de 1985, que levaram Chamlong Srimuang ao governo de Bangkok. Arthit exortou seus subordinados e suas famílias a votarem contra qualquer partido que tivesse uma orientação antimilitar, especialmente os Democratas.

### Queda
Em 1986, o General Arthit fez lobby vigoroso para estender seu mandato como Comandante do Exército por mais um ano, até setembro de 1987, o que lhe permitiria manter a influência após o término do mandato de Prem Tinsulanonda como primeiro-ministro. Mas em 24 de março de 1986, o governo anunciou que Arthit seria reformado conforme programado em 1 de setembro de 1986. Então, em 27 de maio, Prem surpreendeu a nação ao demitir Arthit de seu cargo de chefe do Exército e substituí-lo pelo General Chaovalit Yongchaiyut, leal a Prem. Antes disso, nenhum Chefe do Exército havia sido demitido. Esta ação sem precedentes ocorreu no meio de uma enxurrada de rumores de que o general estava envolvido em manobras nos bastidores para minar as hipóteses de Prem conseguir outro cargo de primeiro-ministro após as eleições parlamentares de julho de 1986. O General Arthit, cujo posto em grande parte cerimonial como Comandante Supremo das Forças Armadas Reais Tailandesas até Setembro de 1986 não foi afetado pela ordem de demissão, negou qualquer papel em tais manobras.

### Carreira pós-militar
No início de 1991, Arthit foi nomeado pelo primeiro-ministro Chatichai Choonhavan como vice-ministro da Defesa. Os primeiros rumores de sua nomeação irritaram seriamente muitos líderes militares, especialmente o chefe do Exército Suchinda Kraprayoon e seus ex-colegas da 5.ª turma da Academia Militar Real de Chulachomklao. Um golpe militar liderado por Suchinda e pelo Conselho Nacional de Manutenção da Paz logo derrubou o governo de Chatichai.